# 474

## Nașteri
- Anthemios din Tralles, profesor de geometrie și arhitect grec bizantin (d. ?)

## Decese
- 17 noiembrie: Leon al II-lea, împărat bizantin (n. 467)

### Nedatate
- ianuarie: Leon I, împărat bizantin din 457 și întemeietorul dinastiei leonide (n. 401)